# Palazzo Roderio
Palazzo Roderio è un edificio civile situato in piazza Giacomo Matteotti nel centro storico di Sarzana, in provincia della Spezia. Già sede del governo cittadino dal XV secolo, è ancora oggi sede del municipio sarzanese.

## Storia

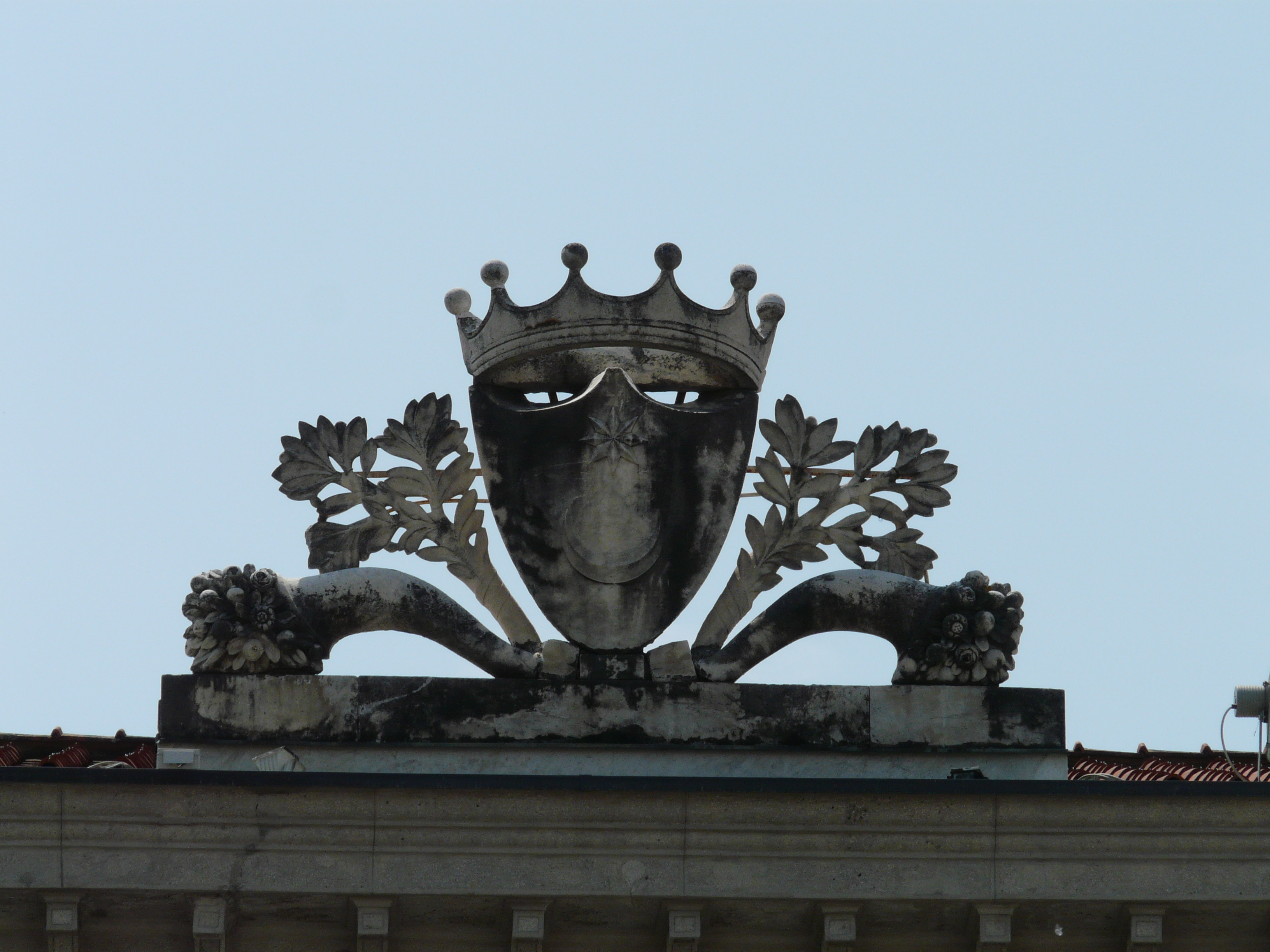
Lo stemma sarzanese sul fastigio del palazzo

La costruzione di un vero e proprio "palazzo del Governo", dove concentrare l'attività politica e gestionale della Sarzana medievale, fu avviata nel 1466 su progetto di Antonio da Lucca. Tuttavia, l'opera che doveva rappresentare l'importanza di Sarzana e celebrare il nuovo titolo di Città, ottenuto nel 1465 da papa Paolo II, si interruppe e non fu portata a termine.
Circa dieci anni dopo, intorno al 1473, il progetto per un nuovo palazzo, nello stesso sito, fu presentato e seguito da Giuliano da Maiano anche se i nuovi avvenimenti storici (le guerre e gli assedi tra Genova e i Medici per il dominio sulla città) porteranno a forti rallentamenti dei lavori.
Oramai pieno possedimento del Banco di San Giorgio, e della Repubblica di Genova, nel corso del XVI secolo la costruzione del palazzo proseguì sotto la direzione di Antonio Roderio che allo stile rinascimentale del da Maiano aggiunse sue particolari modifiche che accostano l'edificio (soprattutto gli esterni) alle forme dei più noti palazzi genovesi. L'opera poté considerarsi conclusa nel 1554.
Nuovi interventi sulla struttura, come il portico e il terrazzo, furono eseguiti nel corso del XIX secolo.

## Descrizione

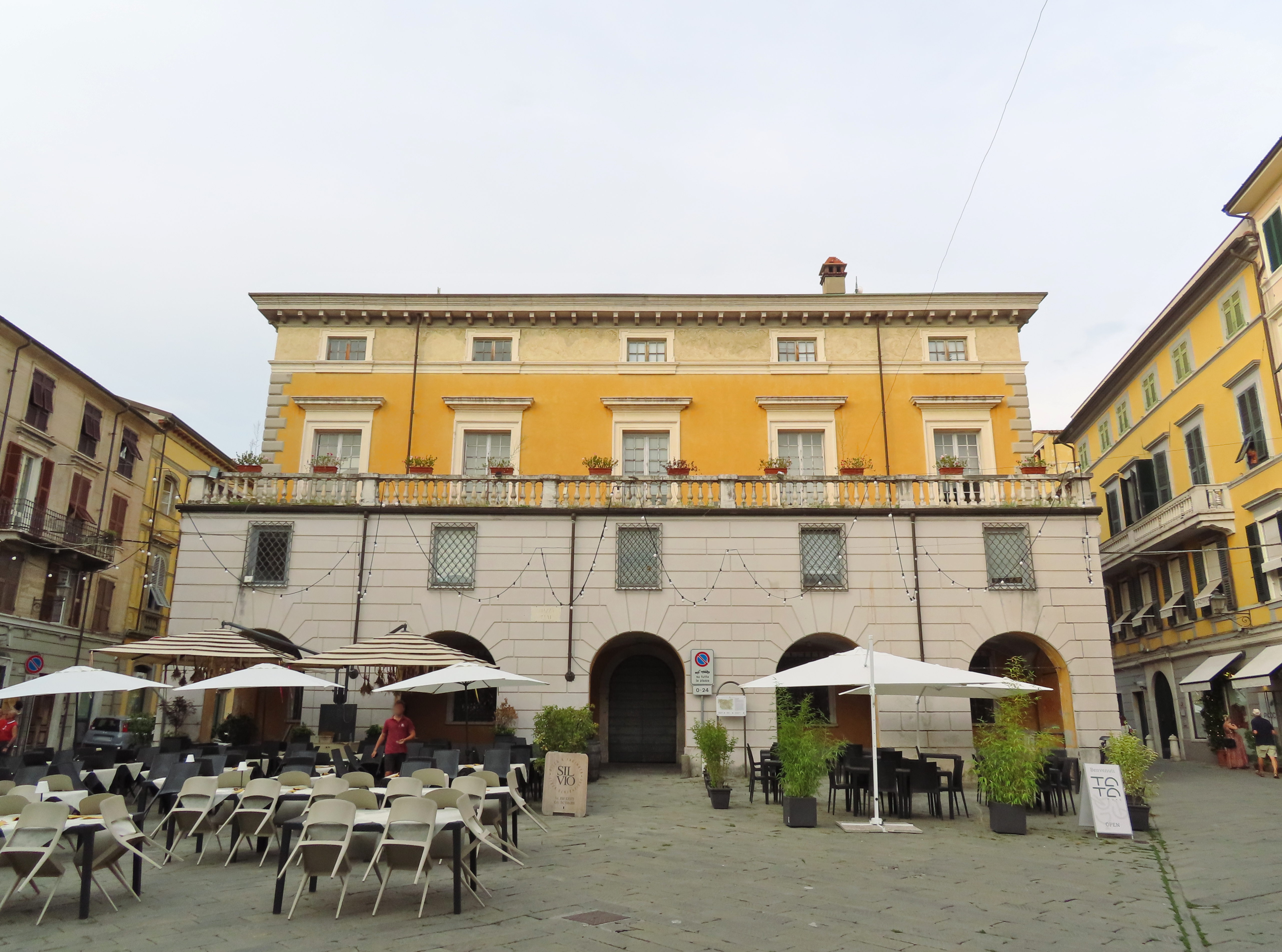
Facciata posteriore

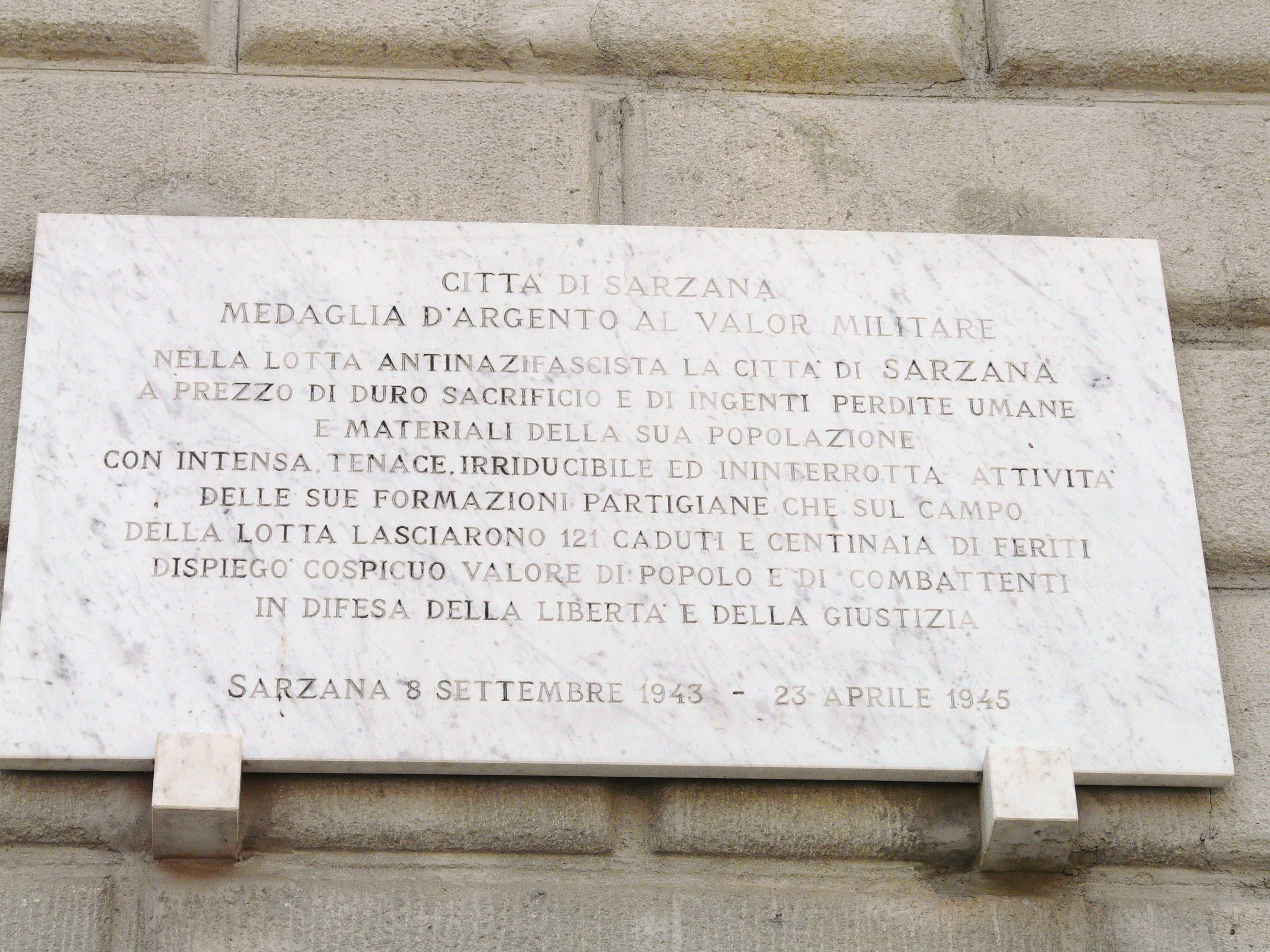
Targa della facciata a ricordo della medaglia d'argento al valor militare

La struttura del palazzo è di forma quadrangolare. Il cortile interno è circondato da un colonnato in marmo che sorregge le logge superiori e che nelle sue forme ben richiama lo stile dei palazzi genovesi. 

In questo luogo sono conservati molti reperti dell'antica città romana di Luni, il monumento sepolcrale del giureconsulto Benedetto Celso e gli stemmi delle nobili famiglie patrizie di Sarzana.
A lato della porta di accesso alla sala del Consiglio è murato un bassorilievo che riproduce San Giorgio che uccide il drago, del 1554.

All'interno della sala consiliare sono conservati i ritratti delle più importanti personalità cittadine quali il pontefice Nicolò V, il cardinale Filippo Calandrini, il giurista Francesco Cicala e il gesuita Nicolò Mascardi. In un'altra sala attigua è ospitata la tela del pittore Stefano Lemmi ritraente la Trinità con la Vergine Maria e i santi Andrea e Nicodemo.